# Ulrika Erikson

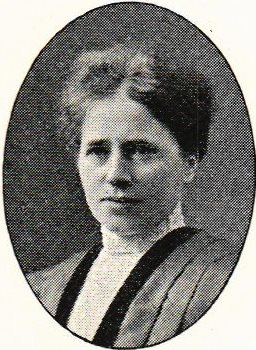
Ulrika Erikson

Ulrika Erikson, född 8 augusti 1876 i Norberg, Västmanlands län, död 20 november 1967 i Uppsala domkyrkoförsamling, var en svensk psykiater. 
Erikson blev student vid Uppsala universitet 1895, medicine kandidat 1901 och medicine licentiat vid Karolinska institutet i Stockholm 1906. Hon var amanuens vid Stockholms hospital (Konradsberg) 1906–07; underläkare vid Uppsala asyl 1907–10, biträdande läkare vid Växjö hospital 1910–16, t.f. asylläkare och t.f. hospitalsläkare vid Uppsala hospital och asyl 1916–25, hospitalsläkare av första klassen där 1925–30 och överläkare av tredje klassen vid Sankta Maria sjukhus i Helsingborg från 1931.
Erikson skrev bland annat Insulinbehandling vid psykoser med basedowoida drag (i "Forhandlinger ved den Nordiske psykiatriske Kongres i Oslo den 27de til 30te juni 1926", Norsk psykiatrisk forening 1928).